# Bán đảo Đông Dương
Bán đảo Đông Dương (tiếng Anh: Indochinese Peninsula, Indochina), hoặc gọi bán đảo Ấn-Trung, Đông Nam Á lục địa, là một bán đảo nằm ở Đông Nam Á, là một trong ba bán đảo lớn ở phía nam châu Á (cùng với bán đảo Ả Rập ở Tây Á và bán đảo Ấn Độ ở Nam Á). Bán đảo Đông Dương nằm giữa Trung Quốc và tiểu lục địa Ấn Độ, phía tây giáp vịnh Bengal, biển Andaman và eo biển Malacca, phía đông giáp biển Đông của Thái Bình Dương, là cây cầu nối giữa Đông Á và quần đảo Mã Lai. Bán đảo Đông Dương bao gồm các quốc gia ngày nay như Myanmar, Thái Lan, Lào, Campuchia, Việt Nam và bán đảo Mã Lai.
Tại Pháp, thuật ngữ Indochina thường được dùng để chỉ Đông Dương thuộc Pháp - một thuộc địa cũ. Trong thời kì thuộc địa, thuật ngữ Indochina thuộc Anh có lúc được dùng để chỉ Miến Điện thuộc Anh. Chữ Indochina theo nghĩa rộng chỉ khu vực Đông Nam Á lục địa, phía nam Trung Quốc và phần phía đông của tiểu lục địa Ấn Độ. Tương tự tại Việt Nam, thuật ngữ "Bán đảo Đông Dương" cũng thường chỉ đề cập tới phần Đông Dương thuộc Pháp trước đây, và nay là ba nước Lào, Campuchia, Việt Nam.

## Lịch sử
Từ góc độ địa lí phạm vi rộng lớn hơn mà nhìn, đèo Khyber là cửa ngõ duy nhất cho cả Trung Á thông đến Nam Á; hành lang Wakhan là lối đi thuận tiện từ Tân Cương  thông đến Afghanistan; Dãy Himalaya đi qua Kathmandu của Nepal, trấn giữ cửa ngõ từ Tây Tạng thông đến Nam Á. Đèo Keriya ở Vu Điền, là cửa ngõ duy nhất từ Tân Cương đi đến Tây Tạng. Thị trấn Ledo (en) nằm ở huyện Tinsukia, bang Assam là vùng biên giới giữa Ấn Độ và Myanmar, là con đường độc đạo đi từ Ấn Độ đến Myanmar, Đông Nam Á và Trung Quốc.
Bắt đầu từ trước thế kỉ II TCN, hai nền văn minh ở châu Á là Trung Quốc và Ấn Độ bắt đầu tiến hành trao đổi hàng hoá, đi qua đi lại ở các nơi. Vào thời cổ đại có bốn con đường khả dĩ đi từ Trung Quốc đến Ấn Độ:
- Trực tiếp băng qua cao nguyên Thanh Tạng, xuyên qua dãy núi Himalaya hoặc dãy núi Karakoram;
- Xuyên qua Tây Vực, cao nguyên Pamir và sa mạc Gobi ở Trung Quốc rồi lại đi về phía nam Afghanistan ngày nay (chính là đường bộ lấy kinh của Huyền Trang, nhánh phía nam của con đường tơ lụa);
- Xuyên qua rừng mưa nhiệt đới ở Vân Nam và Myanmar (con đường tơ lụa phương nam);
- Từ đường biển đi qua biển Đông, đi vòng qua bán đảo Mã Lai thông qua eo biển Malacca (con đường tơ lụa trên biển).

Trong đó hai đường bộ trước đi Ấn Độ hoàn toàn hiểm trở, vì vậy đại đa số thương buôn đều chọn dùng hai đường đi sau, đặc biệt là đường biển. Do hai đường đi sau đều phải đi qua các nước thuộc bán đảo Đông Dương, cho nên khu vực này hoặc những quốc gia này bị chính trị và văn hoá của Trung Quốc và Ấn Độ ảnh hưởng.
Từ giữa thế kỉ XIX đến giữa thế kỉ XX, khu vực này trừ Thái Lan bảo toàn độc lập ra, liên tục đều bị thực dân Pháp và Anh thống trị. Trong đó, Việt Nam, Campuchia và Lào bị Pháp thống trị, gọi là "Đông Dương thuộc Pháp". Myanmar, Malaysia bán đảo và Singapore bị Anh Quốc thống trị. Người Pháp thiết lập Liên bang Đông Dương đầu tiên vào năm 1893, Nhật Bản chiếm đóng Đông Dương thuộc Pháp vào năm 1940, Nhật Bản chiếm đóng toàn lãnh thổ thuộc bán đảo Đông Dương trừ Thái Lan ra vào năm 1942.
Sau khi Đại chiến thế giới lần thứ hai kết thúc vào năm 1945, sự độc lập của các thuộc địa thuộc Anh ở bán đảo Đông Dương khá là hoà bình, năm 1948 Myanmar độc lập, năm 1956 Malaysia bán đảo tự trị, năm 1957 Liên bang Malaya độc lập, năm 1963 Malaysia thành lập, năm 1965 Singapore thoát li độc lập từ Malaysia. Các thuộc địa thuộc Pháp khá gian khổ, sau khi Đại chiến thế giới lần thứ hai kết thúc, Việt Nam đã lập tức triển khai chiến tranh Đông Dương lần thứ nhất, kể từ sau Hội nghị Genève năm 1954, các nước Đông Dương thuộc Pháp mới giành được độc lập.
Năm 1960, do cạnh tranh ảnh hưởng mà cả Hoa Kỳ, Liên Xô và Trung Quốc tiến hành can dự Chiến tranh Việt Nam. Năm 1975, Mỹ rút quân rời Việt Nam, Việt Nam thống nhất. Về sau, Trung Quốc và Liên Xô muốn mở rộng sự ảnh hưởng của mình ở bán đảo Đông Dương, ba nước Đông Dương bị Chiến tranh Việt Nam ảnh hưởng trong khoảng thời gian dài, chính trị khu vực hoàn toàn bất ổn, sau đó vì nguyên do Khmer Đỏ đưa quân quấy phá biên giới Việt Nam, dẫn đến Chiến tranh biên giới Tây Nam, sau khi lật đổ Khmer Đỏ, do Trung Quốc là thế lực hậu thuẫn cho Khmer Đỏ nên đã đưa quân tấn công Việt Nam với danh nghĩa dạy cho Việt Nam một bài học để cứu nguy cho Khmer Đỏ, dẫn đến chiến tranh biên giới Việt Nam – Trung Quốc, cục thế chính trị ở Đông Dương trước năm 1989 hoàn toàn rối loạn. Đến niên đại 90, ba nước Đông Dương thuộc Pháp ở bán đảo Đông Dương mới thực sự hoà bình.

## Môi trường địa lí

### Vị trí địa lí
Bán đảo Đông Dương nằm giữa Trung Quốc và á lục địa Ấn Độ, phía tây giáp vịnh Bengal, biển Andaman và eo biển Malacca, phía đông giáp biển Đông của Thái Bình Dương, là cây cầu nối giữa Đông Á và quần đảo Mã Lai. Khí hậu bán đảo Đông Dương nóng ẩm, thảm thực vật rậm rạp tươi tốt, dòng sông và dãy núi chủ yếu ở bán đảo là kéo dài từ phía Trung Quốc qua, bán đảo Đông Dương có nền văn minh và lịch sử lâu dài, ngôn ngữ đa dạng.
Bán đảo Đông Dương bao gồm năm nước bao gồm: Việt Nam, Lào, Campuchia, Myanmar và Thái Lan và Malaysia bán đảo, là bán đảo lớn thứ ba trên thế giới. Diện tích chừng 2,151 triệu kilômét vuông, chiếm khoảng 46% diện tích Đông Nam Á. Đường bờ biển dài hơn 11.700 kilômét, có nhiều vịnh cảng trọng yếu. Địa thế phía bắc cao phía nam thấp, phần nhiều đất đồi núi và các cao nguyên. Vùng đất phía bắc là cao nguyên Shan cao lớn và cổ xưa, chiều cao từ 1.500 đến 2.000 mét so với mực nước biển. Nhiều dãy núi duỗi dài từ nam lên bắc có hình quạt, hình thành cấu trúc địa hình: cao nguyên Shan và sự phân bố xen kẽ giữa núi và thung lũng ở phía nam.
Dãy núi chủ yếu từ tây sang đông lần lượt là dãy núi Naga, dãy núi Arakan; dãy núi Daen Lao, dãy núi Tenasserim, dãy núi Bilauktaung; dãy núi Trường Sơn. Dòng sông nằm giữa ba thứ tự núi này là sông Irrawaddy, sông Salween, sông Chao Phraya, sông Mê Kông và sông Hồng, chảy xiết từ bắc xuống nam, đầu nguồn rất xa, dòng chảy rất dài. Thượng du các sông phần lớn đi xuyên qua cao nguyên Shan, lũng sông cắt sâu đem cao nguyên chia làm ba khối: cao nguyên Đông Miến (en) ở giữa sông Irrawaddy và sông Salween, cao nguyên Bắc Thái (en) ở giữa sông Salween và sông Mê Kông, các cao nguyên Lào (en) ở giữa sông Mê Kông và sông Hồng, là sự xen kẽ núi sông điển hình, phân bố theo chiều dọc. Đồng bằng lũng sông ở trung du và hạ du của một số sông và tam giác châu ở cửa sông của mỗi sông là khu nông nghiệp chủ yếu và là khu vực tập trung đông nhân khẩu.

### Địa hình địa mạo
Địa thế phía bắc cao phía nam thấp, phần lớn là đồi núi và cao nguyên. Phía bắc là cao nguyên Shan cao lớn cổ xưa, chiều cao từ 1.500 đến 2.000 mét so với mực nước biển. Nhiều dãy núi duỗi dài từ nam lên bắc có hình quạt, hình thành cấu trúc địa hình: cao nguyên Shan và sự phân bố xen kẽ giữa núi và thung lũng ở phía nam. Dãy núi chủ yếu từ tây sang đông lần lượt là dãy núi Naga, dãy núi Arakan; dãy núi Daen Lao, dãy núi Tenasserim, dãy núi Bilauktaung; dãy núi Trường Sơn.
Bán đảo Đông Dương có đủ ba đặc điểm rõ ràng. Đầu tiên, địa thế về tổng thể phía bắc cao phía nam thấp, phần lớn là đồi núi và cao nguyên, núi sông xét về cơ bản đi theo hướng nam bắc, hơn nữa núi sông sắp xếp xen kẽ, địa thế bán đảo giống như hình dạng lòng bàn tay. Thứ hai, địa thế lâu ngày đã bị xói mòn cho nên có dạng nửa đồng bằng, địa hình các-xtơ phát triển, trong vận động tạo núi ở kỉ Đệ Tam địa khối Ấn Độ - Mã Lai cũng có hiện tượng nâng lên và đứt gãy. Thứ ba, đồng bằng phần lớn phân bố ở khu vực duyên hải phía đông nam, chủ yếu là đồng bằng bồi tích và tam giác châu có diện tích rộng lớn ở hạ du các sông cả.
Dãy núi và cao nguyên ở bán đảo Đông Dương chủ yếu có dãy núi Naga, dãy núi Arakan ở phía tây, là dãy núi hình vòng cung nhô ra về phía tây, phần lớn có chiều cao trên 1.800 mét so với mặt nước biển, chiều dài chừng 1.100 kilômét, bao gồm rất nhiều dãy núi song song, là bộ phận nối dài về phía nam của dãy núi Himalaya, đồng thời tiếp tục duỗi dài về phía nam. Phía đông là dãy núi Trường Sơn có chiều nam - bắc dài hơn 1.000 kilômét chạy dọc qua lãnh thổ ba nước Việt-Lào-Cam, sườn tây của dãy núi thoai thoải, dần dần chuyển tiếp sang cao nguyên trong lãnh thổ Lào và Campuchia, thí dụ cao nguyên Xiengkhuang, cao nguyên Huaphanh, cao nguyên Khammuane và cao nguyên Bolaven; sườn của đông dãy núi khá dốc, ép sát bờ biển, hình thành rất nhiều vách núi cao chót vót và mũi đất lấn ra biển. Trung bộ là bộ phận kéo dài nối dài về phía nam của dãy núi Hoành Đoạn, có núi Daen Lao, núi Tenasserim và núi Bilauktaung ở biên giới Myanmar và Thái Lan, kéo dài về phía nam đến bán đảo Mã Lai, các khối núi ở Myanmar vừa rộng vừa cao, trở thành cao nguyên có diện tích lớn nhất ở Đông Nam Á - cao nguyên Shan, phía đông Thái Lan có cao nguyên Khorat.
Đồi núi và cao nguyên ở bán đảo Đông Dương đã xói mòn trong khoảng thời gian dài, phần lớn đỉnh núi có hình tròn trĩnh, cao nguyên phát triển bề mặt xói mòn. Bán đảo Mã Lai và bán đảo Đông Dương thông thường lấy eo đất Kra làm ranh giới. Về phương diện địa thế kiến tạo, bán đảo Mã Lai là một bộ phận của địa khối Ấn Độ - Mã Lai, đồi núi nằm ở trung bộ, thấp về hai bên đông và tây. Đồi núi trung bộ bao gồm 8 dãy núi về cơ bản song song với nhau, chạy dọc theo hướng nam bắc, do từ lâu đã xói mòn nên độ cao không lớn, làm lộ ra đá phần lớn là đá hoa cương, đá phiến ma và đá vôi, núi Tahan có đỉnh núi cao nhất bán đảo Mã Lai là 2.187 mét. Cao nguyên Shan cao từ 1.000 - 1.300 mét so với mặt nước biển, chủ yếu do tầng đá vôi thời Đại Cổ sinh và Đại Trung sinh tạo thành, đồng thời có đá hoa cương - một thể xâm nhập. Trên mặt cao nguyên có rất nhiều hẻm núi cắt sâu và đỉnh núi cao hơn mặt đất 800 đến 900 mét. Dãy núi và rãnh suối đan chéo lẫn nhau, mặt đất xói mòn mãnh liệt, vùng đất phía tây có một đứt gãy lớn có chiều nam bắc lớn dài 600 đến 700 kilômét. Cao nguyên Khorat ở phía đông Thái Lan, phần lớn cao từ 150 đến 300 mét so với mặt nước biển, do sa thạch đỏ hợp thành, địa thế nghiêng từ tây sang đông, cho nên mặt đất nhấp nhô không bằng phẳng. Ở cao nguyên Shan và phía bắc của Việt Nam và Lào, phân bố rộng khắp địa thế các-xtơ, là khu phong cảnh nổi tiếng.
Dãy núi Naga và dãy núi Rakhine cao khoảng 3.000 mét so với mặt nước biển, dài 1.100 kilômét, là bức vách tự nhiên giữa Myanmar, Ấn Độ và Bangladesh, giữa núi có một số đèo là con đường thông suốt mà các sắc tộc di cư vào thời cổ đại. Núi Daen Lao, dãy núi Tenasserim và dãy núi Bilauktaung chạy dọc biên giới Myanmar và Thái Lan, có số đèo nổi tiếng nằm giữa núi là cửa ải hiểm yếu của cuộc hành quân tác chiến giữa Myanmar và Thái Lan trong lịch sử. Núi Phetchabun, núi Dong Phaya Yen và núi Sankamphaeng chạy dọc ở giữa bán đảo, là chỗ phân chia cảnh quan khác nhau của hai phần đông tây bán đảo. Dãy núi Trường Sơn ở phía đông cao không đến 1.500 mét so với mặt nước biển, dài hơn 1.000 kilômét, là dãy núi chạy dọc qua biên giới ba nước Việt-Lào-Cam. Giữa các núi có rất nhiều cao nguyên, nổi tiếng nhất là cao nguyên Shan, cao nguyên Xiengkhuang, cao nguyên Huaphanh, cao nguyên Khammuane, cao nguyên Bolaven và cao nguyên Đắk Lắk, tất cả đều có sẵn ý nghĩa đặc thù ở các phương diện như địa mạo, khí hậu, lịch sử, sắc tộc, giao thông và sản xuất nông nghiệp, chăn nuôi gia súc.

### Đặc trưng khí hậu
Bán đảo Đông Dương tuyệt đại bộ phận nằm ở giữa 10° - 20° vĩ bắc, thuộc khí hậu gió mùa nhiệt đới điển hình. Từ tháng 3 đến tháng 5 hằng năm là mùa nóng, gió mùa mùa đông và gió mùa mùa hạ suy giảm, khí hậu nóng bức, nhiệt độ trung bình tháng đạt 25 - 30°C; một năm chia thành hai mùa: mùa khô và mùa mưa, từ tháng 6 đến tháng 10 là mùa mưa, thịnh hành gió mùa Tây Nam, giáng thuỷ dồi dào; từ tháng 11 đến tháng 5 năm sau là mùa khô, thời tiết khô ráo ít mưa. Đặc trưng khí hậu: nhiệt độ cao quanh năm, giáng thuỷ tập trung phân bố vào mùa hè.
Khí hậu gió mùa nhiệt đới phân bố ở các nơi như Nam Á và bán đảo Đông Dương, đặc điểm của nó là nhiệt độ cao quanh năm, nhiệt độ trung bình tháng lạnh nhất cũng trên 18℃, giáng thuỷ có mối quan hệ mật thiết với hướng gió, mùa đông thịnh hành gió mùa Đông Bắc đến từ lục địa, giáng thuỷ ít, mùa hạ thịnh hành gió mùa Tây Nam đến từ Ấn Độ Dương, giáng thuỷ dồi dào, phần lớn khu vực có lượng giáng thuỷ hằng năm từ 1.500 đến 2.000 milimét, nhưng có một số khu vực cao hơn con số đó. Lượng giáng thuỷ trung bình năm chịu sự ảnh hưởng của địa mạo, ở bên sườn đón gió đạt 5.000 milimét, nhưng ở bên sườn trái gió thì không đến 2.000 milimét. Cá biệt sườn đón gió và khu vực bán đảo Mã Lai hình thành cảnh quan rừng mưa nhiệt đới, thiểu số đồng bằng và thung lũng trong bán đảo hình thành thảo nguyên nhiệt đới.

### Thuỷ văn

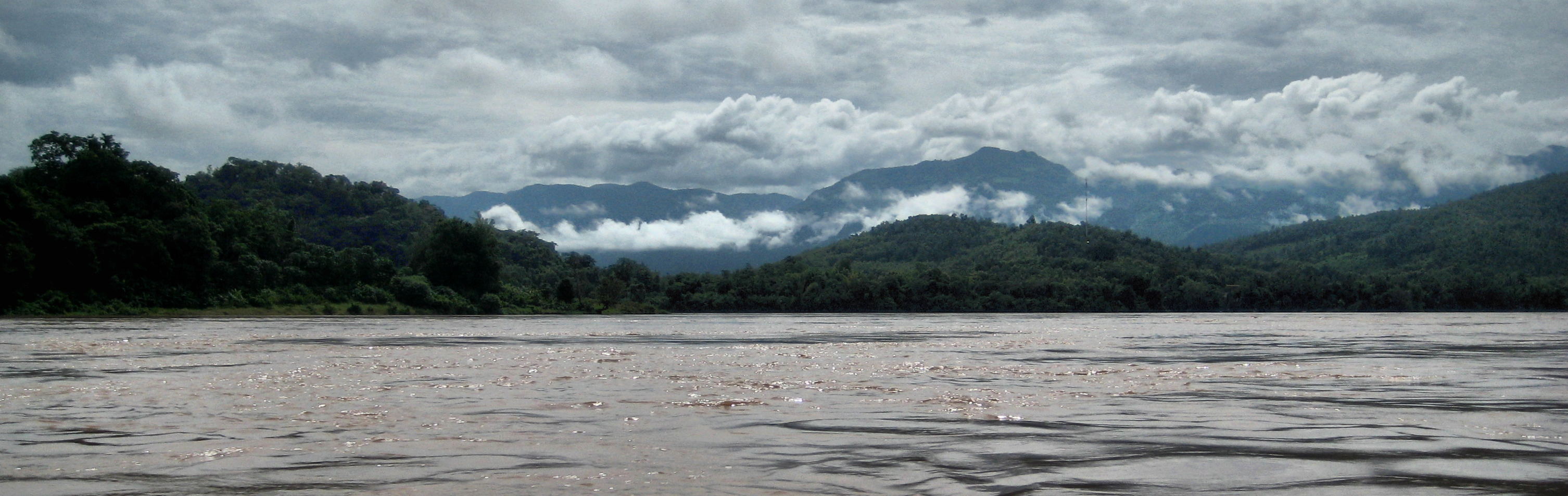
Sông Mê Kông

Dòng sông chủ yếu là sông Irrawaddy, sông Salween, sông Chao Phraya, sông Mê Kông và sông Hồng đều chảy từ bắc xuống nam, chảy xiết tung bọt, đầu nguồn rất xa dòng chảy rất dài. Thượng du các sông phần lớn đi xuyên qua cao nguyên Shan, lũng sông cắt sâu đem cao nguyên chia làm ba khối: cao nguyên Đông Miến ở giữa sông Irrawaddy và sông Salween, cao nguyên Chiang Mai ở giữa sông Salween và sông Mê Kông và các cao nguyên Lào ở giữa sông Mê Kông và sông Hồng, là sự xen kẽ núi sông điển hình, phân bố theo chiều dọc. Đồng bằng lũng sông ở trung và hạ dụ của một số con sông và tam giác châu ở cửa sông của mỗi con sông là khu nông nghiệp chủ yếu và là khu vực tập trung đông nhân khẩu.
Nằm giữa đồi núi và cao nguyên, các sông cả ở Đông Nam Á xuôi theo địa thế từ bắc xuống nam chảy xiết rồi đổ vào biển, từ đông sang tây lần lượt là sông Hồng, sông Mê Kông, sông Chao Phraya, sông Salween và sông Irrawaddy. Trong một số sông cả này, con sông chảy qua nhiều quốc gia nhất là sông Mê Kông, cuối cùng đổ vào biển thông qua hệ thống sông ngòi của đồng bằng sông Cửu Long. Bán đảo Đông Dương có nhiều tam giác châu, nổi tiếng là tam giác châu sông Mê Kông, tam giác châu sông Irrawaddy, tam giác châu sông Hồng và tam giác châu sông Chao Phraya. Những tam giác châu này do sông cả bồi tích mà hình thành, diện tích rộng lớn, địa thế thấp bằng, mạng lưới sông ngòi của các tam giác châu dày đặc như mạng nhện, nhiều ao đầm, tốc độ mở rộng về phía biển khá nhanh.

## Văn hoá

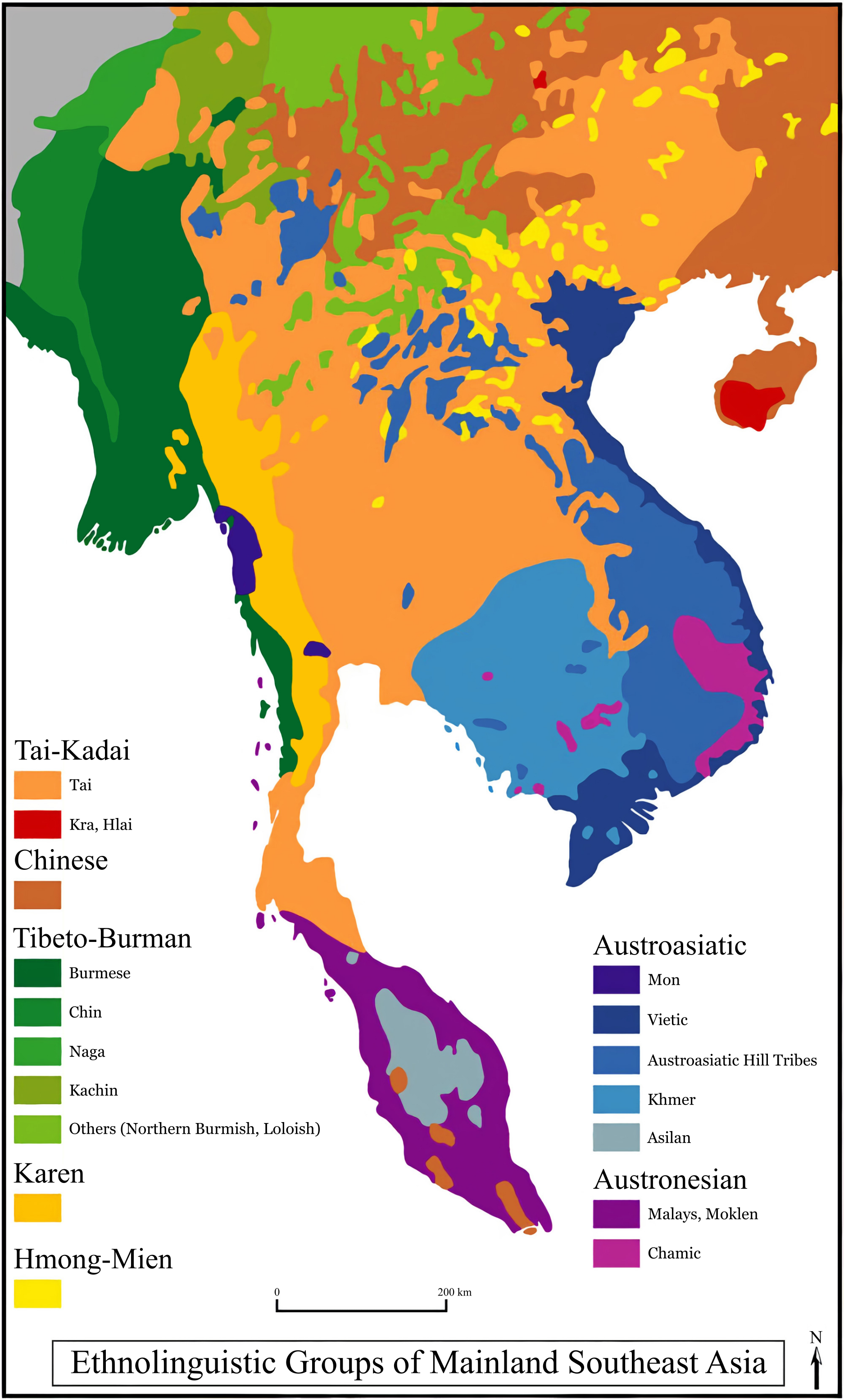
Bản đồ phân bố các sắc tộc ở Đông Nam Á lục địa.

Văn hoá của các nước bán đảo Đông Dương chịu sự ảnh hưởng của văn hóa Ấn Độ và văn hoá Trung Hoa, các nước chịu sự ảnh hưởng của văn hóa Ấn Độ nhiều hơn là Thái Lan, Lào và Campuchia, các nước chịu sự ảnh hưởng của văn hoá Trung Hoa nhiều hơn là Việt Nam, Myanmar là quốc gia giao thoa giữa hai nền văn hoá. Tín ngưỡng tôn giáo ở bán đảo Đông Dương phần lớn là Phật giáo, thiểu số là Hồi giáo và Ấn Độ giáo.

#### Các khái niệm khu vực liên quan
- Vùng ngôn ngữ Đông Nam Á lục địa
- Mảng Đông Nam Á (en)
- Zomia (en)

#### Tiểu vùng
- Bán đảo Vàng (en)
- Tam giác Vàng
- Hợp tác kinh tế Tiểu vùng sông Đại Mê Kông